# Mizo Pécs 2010
A Pécs 2010 (korábban PVSK, majd Mizo-Pécs) Pécs város egykori első osztályú női kosárlabdacsapata. Az első nem budapesti női bajnokcsapat (1991–1992), a vidéki csapatok közül 11 bajnoki címével és 11 kupagyőzelmével egyaránt a legeredményesebb, zsinórban szerzett 7 kupagyőzelme (1997–2003) abszolút magyar rekord. Kétszeres EuroLiga-bronzérmes, egyszeres negyedik helyezett. A csapat a PVSK (Pécsi Vasutas Sportkör) női kosárlabda-szakosztálya volt 1946-os megalakulásától 2005-ig, amikor a felnőtt szakosztály különvált, ám az utánpótlás ezután is közös szakosztályként működött. 2012-ben jogutód nélkül megszűnt.

## Története

### Az alapítástól a kiesésig
1946. őszétől a PVSK női csapata a Kerületi Bajnokságban szerepelt, de előzőleg részt vett a vidék bajnokság küzdelmeiben is. 1948–1949-ben a PVSK női kosárlabda csapata veretlenül nyerte meg az NB II. nyugati csoport bajnokságát. Az újdonsült NB I-es csapat első erőpróbája 1949. augusztus 27-én volt. A csapat az 1949–1950-es bajnokságban (Pécsi Lokomotív néven) 9., 1950-ben 8. helyen végzett. 1951-től regionális alapon szervezték át a bajnokságot, 1951-ben a csapat bejutott az országos döntőbe, és 6. helyen végzett, 1952-ben 5. helyezést ért el, 1953-ban kiesett a középdöntőben. 1954-től újra hagyományos bajnoki rendszerben folyt a küzdelem, a 14 csapatos bajnokságban a Pécsi Lokomotív 9. helyen végzett.
1955-ben a Lokomotív, a Postás és az Előre egyesült Pécsi Törekvés néven, ezen a néven két 9. helyet szereztek, majd 1957-től újra Pécsi VSK lett a csapat neve. Ezt követően 1964-ig a kiesés elkerülése környékén szerepelt a klub, hét szezonból mindössze 1960–1961-ben sikerült tizediknél jobb helyezést elérni (pedig a csapat az első 8 fordulót vereséggel kezdte). Közben 1959-ben első PVSK-játékosként Láng Klári bemutatkozott a válogatottban is.
1964-ben a csapat a 13. helyen végzett, és kiesett a bajnokságból, és bár többször is közel állt a feljutáshoz, 1970-ig az NB II-ben szerepelt.

### Hetvenes és nyolcvanas évek
1971-ben a PVSK képviselte a magyar színeket Bazinban (Csehszlovákia) megrendezett Vasutas Európa Bajnokságon. A nyolc ország vasutas válogatottja részvételével megtartott tornán a pécsi csapat az ötödik helyen végzett. Az NB I-ben a csapat stabilan megragadt, 1983-ig tartó 12 évben stabilan a 8–10. helyen végeztek (egy 7. és egy 11. helyezést leszámítva).
1982-ben Szittya Imre vette át a csapat vezetőedzői székét, aki a csapatba építette az utánpótláscsapatból Balázs Hajnalkát, Halász Juditot, Horváth Juditot, Kiefer Csillát és Sztojkovics Évát. Balázs, Horváth és Sztojkovics később a válogatottban is alapembernek számított, mind az öten tagjai voltak a későbbi bajnokcsapat(ok)nak, a csapat pedig innentől kezdve 7. helyezésnél rosszabb helyen soha nem végzett. Az 1984–1985-ös szezonban a csapat 3. helyen végzett, az első pécsi labdajáték-érmet is megszerezve.
Az 1986–1987-es szezonban ezüstérmet szereztek. Érdekesség, hogy ez csupán a város második ezüstérme a PMSC 1986-os labdarúgó-ezüstérme után. Ezután kisebb visszaesés következett be a csapat eredményeiben, két negyedik és két hetedik helyet szereztek.

### Élcsapattá válás az NB I-ben, nemzetközi bemutatkozás
A nyolcvanas évek végén minden labdajátékban kezdett megtörni a budapesti hegemónia, és egyre több sportágban szereztek bajnoki címeket vidéki csapatok. Világossá vált, hogy Pécsett a felfutóban lévő női kosarasoknak reális esélye van az első vidéki győzelemre, és a későbbiekben arra, hogy a város zászlóshajója legyen, amihez Horváth Judit elég keményen kampányolt, így a csapat költségvetése megerősödött (közben a férfi szakosztály kiesett az első- majd a másodosztályból is). Az 1990–1991-es bajnokságban a középszakaszban 3. helyen végeztek, a két győzelemig tartó elődöntőben a 2. Tungsram SC ellen idegenben simán nyertek, hazai pályán 44 másodperccel a vége előtt, két pontos pécsi vezetésnél, két pécsi büntetődobás előtt félbeszakadt a meccs. A mérkőzést újra kellett játszani, ahol a Tungsram győzött, majd a harmadik meccset is megnyerte. Ezután a csapat a bronzmeccset is elbukta a BEAC ellen.
1991–1992-ben elindultak a Ronchetti-kupában, ahol a selejtezőben a török Genglik, a legjobb 32 között a jugoszláv Tuzla csapatát verték meg, majd a csoportkörben 2 győzelemmel és 4 vereséggel zártak. A bajnokságban a 4. helyet szerezték meg az alapszakaszban, az elődöntőben azonban 5 mérkőzéses csatában legyőzték az alapszakaszgyőztes Tungsram SC-t, a döntőben pedig a Diósgyőri KSK ellen 3–1-re nyerve megszerezték első vidéki csapatként a női kosárlabda-bajnokság aranyérmét. A bajnokcsapat 1992-ben Pro Communitate díjat kapott a várostól.
1992 őszén bajnokként elindultak a BEK-ben, ahol Apóllon Kalamariász és a Minszk csapatát búcsúztatva bejutott a legjobb 6 csapat közé, ahol a csoportkörben azonban győzelem nélkül végzett, így végül a Bajnokok ligájában 6. helyen zárt, miközben a bajnokságban is csak a 6. helyet szerezték meg.
A csalódást jelentő bajnoki szereplés után 1993 nyarán kinevezték a csapat élére a 27 éves újvidéki szakembert, Rátgéber Lászlót. Innentől kezdve egyedülálló sikerszériát könyvelhetett el a csapat: 2012-es megszűnéséig mind a 19 szezonban dobogón zárta a csapat a bajnokságot (10 arany-, 5 ezüst- és 4 bronzéremmel – Rátgéber 2008-as távozásáig a mérleg 9 arany- 4 ezüst- és 3 bronzérem).
1994–1995-ben az előző évi bronzérem után újra indulhatott a csapat a Ronchetti kupában, ahol a három selejtezőkörben továbbjutottak a Flamurtari, a Dragovoljac és a Rila ellen is, majd a csoportkörben (a legjobb 16 között) a C csoport 3. helyén végeztek. A Ronchetti kupa újra szerencsésnek bizonyult, a szezon végén a BSE otthonában kétszer győzve 3–0 arányban bajnokok lettek. Ebben az évben mutatkozott be a csapatban Iványi Dalma. Az 1994–1995-ös második bajnoki győzelem után a csapat újra Pro Communitate díjat kapott, míg Jolanta Vilutyté, Horváth Judit és Rátgéber László Pro Civitate díjat vehetett át.
Az 1995–1996-os bajnokságban megvédték bajnoki címüket, a Bajnokok Ligájában azonban már a második (a csapatnak az első) körben kiestek az Elitzur Holon ellen. 1996–1997-ben nem sikerült a címvédés, az elődöntőben a pályaelőnyben lévő BSE ellen mindegyik meccsen hazai győzelem született, így a BSE jutott 3–2 arányban a döntőbe, a PVSK a Diósgyőr ellen nyert bronzéremmel vigasztalódott, illetve a csapat történetében először megnyert kupagyőzelemmel, melyet 2003-ig minden évben megvédtek. Ebben a szezonban rendezték meg először az újjászervezett Euroliga küzdelmeit, ami selejtezők nélkül, egyből, akkoriban két 8 fős csoporttal indult. Az első szezonban a csapat a csoport 5. helyét szerezte meg, így nem jutott a negyeddöntőbe.
1997 szeptemberében tragédia rázta meg a csapatot, a bajnoki rajt előtti napon, szeptember 12-én közlekedési balesetben elhunyt az élete utolsó szezonjára készülő Horváth Judit. A csapat nélküle, az ő emlékének ajánlva megnyerte az 1997–1998-as bajnokságot az alapszakaszgyőztes GYSEV-Sopront 3–1 arányban legyőzve. Innentől számítva a Pécs-Sopron párharcok a bajnokság csúcsrangadóinak számítottak. Az Euroligában a csoport 7. helyén végeztek.
1998–1999-ben a GYSEV revánsot vett a csapaton a bajnoki döntőben, a MiZo Baranyatej által szponzorált PVSK a zsinórban harmadik kupagyőzelemmel vigasztalódott. Az Euroligában a korábbi két évhez hasonlóan 5 győzelemmel és 9 vereséggel zárt, ebben az évben ez a csoport 6. helyére volt elegendő.

### Az aranykorszak
Az 1999–2000-es szezon az addigi legszebb eredményeket hozta: a MiZo-Pécsi VSK hazai porondon 29 győzelemmel, veretlenül megnyerte a hazai bajnokságot, a Soproni Postás ellen hazai pályán megnyerték a magyar kupát, az Euroligában pedig 8 győzelemmel és 6 vereséggel bejutottak a negyeddöntőbe. Az első mérkőzésen idegenben nyertek a Bourges ellen, ám a francia csapat két győzelemmel megfordította a párharcot, és bejutott az elődöntőbe.
A 2000–2001-es bajnokságban a Sopron csapatával abszolút dominálták a bajnokságot: a két csapat az alapszakaszban az egymás elleni 1-1 vereséget leszámítva mindenkit legyőzött, a döntőben mindkét csapat megnyerte a hazai mérkőzéseit, így a Pécs 3–2-re nyert, a kupában 64–63 arányban nyert a Pécs Sopronban. Az Euroligában az első csoportkört 6 győzelem 0 vereséggel, a második csoportkört 4 győzelem 0 vereséggel (összesítésben 10–0-val) nyerték. A nyolcaddöntőben az Elitzur, a negyeddöntőben a Galatasaray csapatát egyaránt 2–0-ra nyerték, így a messinai négyes döntőbe veretlenül jutottak, ott azonban a sérülések sújtotta csapatot 62–52-re legyőzte az a Bourges, akiket a csoportkörben a Pécs oda-vissza le tudott győzni. A PVSK a Gambrinus Brno legyőzésével megszerezte az Euroliga 3. helyét, ami a csapat legnagyobb sikere volt, ám erre a szezonra mégis úgy emlékeznek a legtöbben, mint egy elszalasztott lehetőségre.
2001–2002-ben kisebb hullámvölgy érte a csapatot: a bajnokságban az alapszakasz során és a döntőben is a Sopron mögött végezve lettek második helyezettek, az Euroligában újra két 8-as csoportban szervezték meg az első kört, ezt 9 győzelemmel és 5 vereséggel a 4. helyen zárták. A negyeddöntőben az US Valenciennes Olympic csapata 2–1-re nyert. A csapat a Sopron elleni, zsinórban 6. kupagyőzelemmel mentette meg a szezont.
A következő szezonra a növekvő költségvetése ellenére GYSEV csapata meggyengült (az alapszakaszt csak a 4. helyen zárták, így már az elődöntőben összetalálkoztak a pécsiekkel), a csapat legnagyobb ellenfele a Soproni Postás volt ebben az évben, de viszonylag könnyen megnyerték a bajnokságot, míg a kupában szintén a Postás ellen 62–61-re győzve nyertek. Az Euroliga csoportkörében 10 győzelemmel és 4 vereséggel csoportharmadikként jutottak a negyeddöntőbe, ahol a Bourges 2–1 arányban győzött.
A következő szezon a csapat életének egyik legellentmondásosabbjára sikeredett. A magyar kupában a csapatot már a negyeddöntőben összetalálkozott a Pécs és a GYSEV, és az első mérkőzés 16 pontos győzelme után meglepetésre Sopronban 16 ponttal kikapott, majd hosszabbítás után 90–70-es végeredménnyel ki is esett, így zsinórban 7 győzelem után a legjobb négy közé se jutott be. A bajnokságban az alapszakasz és a rájátszás közé középszakaszt szerveztek, ami a két EuroLiga-résztvevő csapatnak komoly megerőltetést jelentett. A Pécs a csoportjába 9–5-ös mérleggel a 3. helyen végzett, majd a negyeddöntőben emlékezetes csatában 2–1-re nyertek a Bourges ellen, és másodjára bejutottak a legjobb 4 közé, ahol mind a négy csapat a PVSK csoportjából jutott be. Az EuroLiga négyes döntőjét a Lauber Dezső Sportcsarnokban rendezték, ám a hazai környezet ellenére nem sikerült legyőzni a későbbi győztes USVO csapatát, így újra a Gambrinus Brno elleni győzelemmel szereztek egy bronzérmet. A bajnokságot a Szolnoki MÁV elleni döntőben megnyerték.
A 2004–2005-ös évadban újra átszervezték az EuroLigát: három héttagú csoportban játszottak a csapatok, a B jelűt a Pécs 11 győzelemmel és 1 vereséggel megnyerte. A nyolcaddöntőben a Kozacska ZALK Zaporozsje ellen, a negyeddöntőben a Bourges ellen nyertek 2–1-re. A négyes döntőben Szamarában a Brno ellen veszítettek, és a Lietuvos ellen a bronzmérkőzést is elbukták. Ez volt a csapat utolsó EuroLiga-négyesdöntője. A bajnokságot ismét veretlenül, ezúttal (a középszakasz miatt) 31 győzelemmel nyerték, a döntőben újra az MKB Euroleasing Sopron ellen, és a kupát is visszaszerezték.

### Lassú hanyatlás
2005-ben a felnőtt szakosztály az anyaegyesületből való kiválás mellett döntött, az utánpótlást a PVSK-val közösen biztosították továbbra is. A csapat megnyerte a bajnokságot (sorozatban negyedszer) és a kupát is. Az EuroLigában a címvédő Szamara mögött 9 győzelemmel és 1 vereséggel 2. helyen végeztek a csoportban. A nyolcaddöntőben 2–1-re nyertek a Lotos Gdynia ellen, a negyeddöntőben azonban a Lietuvos ellen 2–1-re veszítettek.
2006–2007-ben a csapat az alapszakasz utolsó fordulójában elveszítette a Sopron ellen az alapszakasz első helyét, a döntőben pedig ugyan 2–0-ra is vezetett, végül 3–2-re alulmaradt. A kupában az elődöntőben a házigazda Sopron elleni vereség után a 3. helyen végeztek. Az Euroligában a csoportban 3. helyet szerezték meg, a nyolcaddöntőben a Brno 2–1-re nyert, így minden színtéren visszaesett a csapat a korábbiakhoz képest.
2007-ben a Pécsi Női Kosárlabda Szurkolók Közössége is megkapta Pécs városától a Pro Communitate díjat.
2007–2008-ban körülbelül lemásolta a csapat az előző évi eredményt: a bajnokságban az alapszakasz megnyerése ellenére 3–1-re elveszítették a döntőt a Sopron ellen, a kupában hazai pályán kaptak ki a döntőben a Soprontól, az Euroligában pedig ugyanúgy 6 győzelemmel és 4 vereséggel csoportharmadikak lettek és ugyanúgy 2–1-re kiestek a Brno elleni nyolcaddöntőben.
2008-ban elhagyta a csapatot 15 szezon után Rátgéber László, helyét a korábbi másodedző Fűzy Ákos vette át. A bajnokságban meglepetésre az elődöntőben pályaelőnyből kiestek a Szeviép-Szeged ellen, és végül bronzérmet szereztek, a kupában visszahódították a címet Sopronban a Soprontól, az EuroLigában a csoport negyedik helye után a nyolcaddöntőben 2–0-ra verték az Umana Reyert, majd 2–0-ra kikaptak az Avenidától.
A 2009–2010-es szezont nagy reményekkel várta a csapat, hiszen 2010-ben Pécs volt Európa kulturális fővárosa, és erre a szezonra, utoljára újra sikerült megnyerni a bajnokságot és a magyar kupát is. Az EuroLigában az előző évi 3. hely miatt csak szabadkártyával indultak (mint a 3 csapat egyike, aki az EuroLiga alapítása óta minden szezonban részt vett), a csapat a 4. helyen végzett a csoportban, a nyolcaddöntőben 2–1-re kikapott a csoportgyőztes Wisła Can-Pack Kraków csapatától.
2010–2011-ben a csapat a névszponzor Mizo távozásával egyre mélyebb anyagi válságba került. A bajnokságban és a kupában az ezüstérmet meg tudták szerezni, az EuroLigában a csoport negyedik helye után az Avenida 2–0-ra nyert ellenük.
2011-ben a csapat vezetését átvette Iványi Dalma. A Pécs 2010 a korábbi játékosok felé fennálló tartozások miatt nem indulhatott az EuroLigában. A küszködő együttes a bajnokságban és a kupában a bronzérmet szerezte meg.

### Megszűnése
A régóta anyagi gondokkal küszködő egyesület, illetve a mögötte álló, Iványi Dalma által vezetett Pécsi Női Kosárlabda Kft. nem adott be nevezést a 2012–2013-as bajnokságra. A pécsi női kosárlabdaélet a bajai csapat jogán induló, Iványi Dalma által vezetett PINKK-Pécsi 424 illetve az NB/I B csoport középmezőnyében végzett PTE-PEAC jogán induló, a város által támogatott PEAC-Pécs révén folytatódik tovább.

## Eredmények

### Magyar bajnokság
Magyar bajnok: 1991–1992, 1994–1995, 1995–1996, 1997–1998, 1999–2000, 2000–2001, 2002–2003, 2003–2004, 2004–2005, 2005–2006, 2009–2010
Ezüstérmes: 1986–1987, 1998–1999, 2001–2002, 2006–2007, 2007–2008, 2010–2011
Bronzérmes: 1984–1985, 1993–1994, 1996–1997, 2008–2009, 2011–2012

### Magyar kupa
Kupagyőztes: 1997, 1998, 1999, 2000, 2001, 2002, 2003, 2005, 2006, 2009, 2010
Ezüstérmes: 2008, 2011
Bronzérmes: 2007, 2012

### Bajnoki helyezések az élvonalban
| Év      | Csapatnév       | Hely |
| ------- | --------------- | ---- |
| 1949–50 | Pécsi Lokomotív | 9.   |
| 1950    | Pécsi Lokomotív | 8.   |
| 1951    | Pécsi Lokomotív | 6.   |
| 1952    | Pécsi Lokomotív | 5.   |
| 1953    | Pécsi Lokomotív | –    |
| 1954    | Pécsi Lokomotív | 9.   |
| 1955    | Pécsi Törekvés  | 9.   |
| 1956    | Pécsi Törekvés  | 9.   |
| 1957    | Pécsi VSK       | 7.   |
| 1957–58 | Pécsi VSK       | 10.  |
| 1958–59 | Pécsi VSK       | 12.  |
| 1959–60 | Pécsi VSK       | 12.  |
| 1960–61 | Pécsi VSK       | 8.   |
| 1961–62 | Pécsi VSK       | 10.  |
| 1962–63 | Pécsi VSK       | 11.  |
| 1964    | Pécsi VSK       | 13.  |
|         |                 |      |
| 1971    | Pécsi VSK       | 8.   |
| 1972    | Pécsi VSK       | 10.  |
| 1973    | Pécsi VSK       | 9.   |
| 1974    | Pécsi VSK       | 9.   |

| Év      | Csapatnév     | Hely |
| ------- | ------------- | ---- |
| 1975    | Pécsi VSK     | 7.   |
| 1976    | Pécsi VSK     | 9.   |
| 1977    | Pécsi VSK     | 11.  |
| 1978    | Pécsi VSK     | 9.   |
| 1979    | Pécsi VSK     | 9.   |
| 1980–81 | Pécsi VSK     | 9.   |
| 1981–82 | Pécsi VSK     | 7.   |
| 1982–83 | Pécsi VSK     | 8.   |
| 1983–84 | Pécsi VSK     | 6.   |
| 1984–85 | Pécsi VSK     | 3.   |
| 1985–86 | Pécsi VSK     | 5.   |
| 1986–87 | Pécsi VSK     | 2.   |
| 1987–88 | Pécsi VSK     | 4.   |
| 1988–89 | Pécsi VSK     | 7.   |
| 1989–90 | Pécsi VSK     | 7.   |
| 1990–91 | PVSK-Co-Order | 4.   |
| 1991–92 | PVSK-Co-Order | 1.   |
| 1992–93 | PVSK-Co-Order | 6.   |
| 1993–94 | Pécsi VSK     | 3.   |

| Év        | Csapatnév              | Hely |
| --------- | ---------------------- | ---- |
| 1994–95   | PVSK-Dália             | 1.   |
| 1995–96   | PVSK-Dália             | 1.   |
| 1996–97   | PVSK-Dália             | 3.   |
| 1997–98   | PVSK-Dália-Dalmand Rt. | 1.   |
| 1998–99   | PVSK-MiZo              | 2.   |
| 1999–2000 | MiZo-Pécsi VSK         | 1.   |
| 2000–01   | MiZo-Pécsi VSK         | 1.   |
| 2001–02   | MiZo-Pécsi VSK         | 2.   |
| 2002–03   | MiZo-Pécsi VSK         | 1.   |
| 2003–04   | MiZo-Pécsi VSK         | 1.   |
| 2004–05   | MiZo-Pécsi VSK         | 1.   |
| 2005–06   | MiZo Pécs              | 1.   |
| 2006–07   | MiZo Pécs              | 2.   |
| 2007–08   | MiZo Pécs 2010         | 2.   |
| 2008–09   | MiZo Pécs 2010         | 3.   |
| 2009–10   | MiZo Pécs 2010         | 1.   |
| 2010–11   | Pécs 2010              | 2.   |
| 2011–12   | Pécs 2010              | 3.   |

## Nemzetközi szereplés
| Év   | Sorozat         | Csapatnév              | Győzelem/vereség | Helyezés (kiejtő csapat)               |
| ---- | --------------- | ---------------------- | ---------------- | -------------------------------------- |
| 1992 | Ronchetti Kupa  | PVSK                   | 4/6              | csoportkör (legjobb 16)                |
| 1993 | Bajnokok Ligája | PVSK-Co-Order          | 2/1/11           | csoportkör (legjobb 6)                 |
| 1995 | Ronchetti Kupa  | PVSK-Dália             | 8/4              | csoportkör                             |
| 1996 | Bajnokok Ligája | PVSK-Dália             | 1/1              | 2. selejtezőkör (Elitzur Cellcom )     |
| 1997 | Euroliga        | PVSK-Dália             | 5/9              | csoportkör (legjobb 16)                |
| 1998 | Euroliga        | PVSK-Dália-Dalmand Rt. | 5/9              | csoportkör (legjobb 16)                |
| 1999 | Euroliga        | PVSK-MiZo              | 5/9              | csoportkör (legjobb 16)                |
| 2000 | Euroliga        | MiZo-Pécsi VSK         | 9/8              | negyeddöntő (CJM Bourges Basket )      |
| 2001 | Euroliga        | MiZo-Pécsi VSK         | 15/1             | (elődöntő: CJM Bourges Basket )        |
| 2002 | Euroliga        | MiZo-Pécsi VSK         | 10/7             | negyeddöntő (US Valenciennes Olympic ) |
| 2003 | Euroliga        | MiZo-Pécsi VSK         | 11/6             | negyeddöntő (CJM Bourges Basket )      |
| 2004 | Euroliga        | MiZo-Pécsi VSK         | 12/6             | (elődöntő: US Valenciennes Olympic )   |
| 2005 | Euroliga        | MiZo-Pécsi VSK         | 15/5             | 4. hely (elődöntő: Gambrinus Brno )    |
| 2006 | Euroliga        | MiZo Pécs              | 12/4             | negyeddöntő (Lietuvos Telekomas )      |
| 2007 | Euroliga        | MiZo Pécs              | 7/6              | nyolcaddöntő (Gambrinus Brno )         |
| 2008 | Euroliga        | MiZo Pécs 2010         | 7/6              | nyolcaddöntő (Gambrinus Brno )         |
| 2009 | Euroliga        | MiZo Pécs 2010         | 7/7              | negyeddöntő (Halcon Avenida )          |
| 2010 | Euroliga        | MiZo Pécs 2010         | 5/8              | nyolcaddöntő (Wisła Can-Pack )         |
| 2011 | Euroliga        | Pécs 2010              | 5/7              | nyolcaddöntő (Halcon Avenida )         |

## Hírességek

### Visszavonultatott mez
11 - Horváth Judit

### Horváth Judit Emlékérem díjazottjai (2007)
A Horváth Judit Emlékérmet a pécsi női kosárlabda csapatban lejátszott hivatalos mérkőzések (bajnoki, Magyar Kupa és nemzetközi meccsek) meghatározott száma alapján adományozzák a sportolóknak. Bronz fokozatot 150 lejátszott mérkőzés, ezüstöt 250, aranyat pedig 500 meccs után kapnak azok a sportolók vagy sportszakemberek, akik a pécsi női kosárlabda csapatban szerepelve az első osztályú magyar bajnokságban elértek legalább egy alkalommal bajnoki aranyérmes helyezést.

#### Arany fokozat
- Jolanta Vilutyté  526 mérkőzés
- Sztojkovics Éva 518 mérkőzés
- Rátgéber László 721 mérkőzés
- Fűzy Ákos 620 mérkőzés

#### Ezüst fokozat
- Keller Annamária 469 mérkőzés
- Iványi Dalma 438 mérkőzés
- Balázs Hajnalka 417 mérkőzés
- Csák Magdolna 299 mérkőzés
- Béres Tímea 265 mérkőzés
- Károlyi Andrea 252 mérkőzés
- Lukács Béla 420 mérkőzés

#### Bronz fokozat
- Ujvári Eszter 241 mérkőzés
- Fegyverneky Zsófia 235 mérkőzés
- Zsolnay Gyöngyi 221 mérkőzés
- Veres Judit 215 mérkőzés
- Halász Judit 214 mérkőzés
- Donkó Orsolya 213 mérkőzés
- Albena Branzova  197 mérkőzés
- Slobodanka Tuvić  153 mérkőzés
- Burgmann Bernadett 152 mérkőzés
- Anitics Lívia 150 mérkőzés

### A Pécsi Női Kosárlabda Sport Legendái
- Verteticsné Horváth Zsuzsanna
- Móróné Láng Klára
- Varga Ferenc
- Vertetics István
- Dr. Fender Kornél

### 2005-ben minden idők 25 legjobb női játékosa közé beválasztott játékosok
Iványi Dalma, Sztojkovics Éva
További kiemelkedő játékosok: Vajda Anna

### Edzők
- Željko Đokić : 2010–2012
- Füzy Ákos: 2008–2010 (1 bajnoki cím, 2 kupagyőzelem)
- Rátgéber László: 1993–2008 (777 mérkőzés, 9 bajnoki cím, 9 kupagyőzelem, 3 Euroliga Final Four)
- Vertetics István: 1990–1993: 1 bajnoki cím
- Varga Ferenc: 1983–1989: (1 ezüstérem, 1 bronzérem)
- Mánfai Zoltán: 1963–1973 (1970-ben feljutás az élvonalba)

## Külső hivatkozások
- A PVSK Női Kosárlabda Utánpótlás Szakosztály hivatalos oldala
- Pécsi Zebrák rajongói oldal Archiválva 2008. március 12-i dátummal a Wayback Machine-ben

| Előző bajnok: MTK | Kosárlabda magyar bajnok 1991–1992 |  | Következő bajnok: Soproni VSE-GYSEV |

| Előző bajnok: Tungsram SC | Kosárlabda magyar bajnok 1994–1995, 1995–1996 |  | Következő bajnok: FTC |

| Előző bajnok: FTC | Kosárlabda magyar bajnok 1997–1998 |  | Következő bajnok: GYSEV-Ringa |

| Előző bajnok: GYSEV-Ringa | Kosárlabda magyar bajnok 1999–2000, 2000–2001 |  | Következő bajnok: GYSEV-Ringa |

| Előző bajnok: GYSEV-Ringa | Kosárlabda magyar bajnok 2002–2003, 2003–2004, 2004–2005, 2005–2006 |  | Következő bajnok: MKB-Euroleasing Sopron |

| Előző bajnok: MKB-Euroleasing Sopron | Kosárlabda magyar bajnok 2009–2010 |  | Következő bajnok: MKB-Euroleasing Sopron |